# Austrolimnophila (Austrolimnophila) marcida
Austrolimnophila (Austrolimnophila) marcida is een tweevleugelige uit de familie steltmuggen (Limoniidae). De soort komt voor in het Oriëntaals gebied.